# Menko van Bloemhof
Menko van Bloemhof (circa 1213-1276) was de derde abt van het klooster Bloemhof dat in de middeleeuwen in Wittewierum stond. Hij is bekend geworden omdat hij het werk van de eerste abt, Emo aan diens Kroniek van Bloemhof heeft voortgezet. Daarnaast was hij verantwoordelijk voor de uitbouw van het klooster.  De kloosterkerk is tijdens zijn leiding tot stand gekomen.